# Українська культура (журнал)
«Украї́нська культу́ра» — головний український культурологічний часопис, великоформатний повноколірний журнал. З 2019 року видавцем журналу є ТОВ «Видавничий дім „Українська культура“».
Основні теми — музика, кіно, література, образотворче мистецтво, архітектура, нові медіа, дизайн, фотографія.
Головний редактор — Тетяна Череп-Пероганич.

## Історія

### Українська хата
«Українська культура» — один із найстаріших культурологічних журналів в Україні. Його предтечею була, безсумнівно, «Українська хата» — літературно-критичний і громадсько-публіцистичний місячник, журнал молодої інтелігенції, що виходив з березня 1909 р. до вересня 1914 р. у Києві за редакцією П. Богацького і М. Шаповала.
У своїй рекламі «Українська хата» оголошувала себе як журнал за напрямом «національно-поступово-демократичний». Дискурс «Української хати» засвідчував намір його редакторів та авторів розширити рамки української культури, модернізувати її. Вони прагнули модерної нації й модерної культури.
Поезія і проза, представлені на сторінках журналу, вирізнялися інтересом до різних, мало знайомих ще українській літературі тогочасних проблем — психології, сексуальності, екзотики (в тому числі психологічної). Але коло зацікавлень авторів журналу не обмежувалося художньою літературою й критикою. До нього входили театр із такими його жанрами, як драма та опера (це була передовсім нещадна критика українського національного театру), образотворче мистецтво (в статтях і репортажах про художні виставки й салони підтримувалися нові стилі мистецтва, на противагу старому реалізмові) та музика (статті з претензією па філософський характер).

### Шлях
Упродовж 1917—1919 років виходить літературнонауковий щомісячник під назвою «Шлях». Заснований у березні 1917 М. Шаповалом й О. Мицюком у Москві (вийшло чотири числа), у серпні перенесений до Києва. Тут виходив за редакцією Хв. Коломійченка.
У вступному слові редакція заявила, що «ніколи в історії не було так повно поставлено перед Українським Народом огняне питання: бути чи не бути». А тому «поширення, звищення і розквіт рідної культури на початках самостійності України при федеративній згоді з іншими країними — все це мусить об'єднувати українців як всенародне гасло». Серед дописувачів журналу: М. Вороний, О. Олесь, Г. Чупринка, Х. Алчевська, О. Кобилянська, М. Шаповал, П. Тичина, М. Рильський, які виступали з прозовими та поетичними творами. Тут уміщувалися статті на теми мистецтва (О. Агієнка, Б. Підгорецького), літературні (М. Сріблянського, М. Шаповала), охорони історії пам'яток (М. Біляшівського). З публіцистичними статтями виступали О. Ковалевський, А. Товкачевський, який у статті «Наші сусіди і ми» продовжив і розвинув думки, порушені ним ще в «Українській Хаті» (1914) у статті під назвою «Великороси та ми».
У «Шляху» містилися також переклади з західно-європейських авторів, хроніка культурного життя, рецензії тощо. Загалом вийшло 25 чисел журналу.

### У радянській Україні
Перший номер журналу під назвою рос. «Путь к комунизму» (орган Головполітосвіти України) вийшов у Харкові в червні 1921 року. Через три роки його було перейменовано на «Шлях до комунізму».
Софія Русова у рецензії на книгу М. Астермана «Освіта на Україні в большевицькім освітленню» в празькому часописі «Нова Україна» так характеризувала тогочасні харківські часописи: 
| Пан Астерман згадує ріжні часописи, які ніби-то виявляють одродження науки на Україні - великий педагогічній журнал «Шлях освіти», а власне: «Путь просвещения», «Наука на Украине», «Шлях до комунізму», а власне - «Путь к комунизму», бо все це місячники (!) московські[3] |
За словами Андрія Яремчука, «Шлях до комунізму» — це був агітаційний листок з рекомендаціями, як організовувати червоні кутки, проводити антирелігійну пропаганду, запроваджувати нові радянські обряди. У 1926—1928 роках почали з'являтися матеріали про театр, кіно. Загалом журнал мав кілька назв, зокрема — «Селянський будинок», «Робочий клуб», «За масову комуністичну освіту», «Колбуд» (з 1936 до середини 1937 року). З середини 1937 до середини 1941 року «Колбуд» видається під назвою «Соціалістична культура». Під час Німецько-радянської війни не видавався.
У вересні 1947 року вийшов перший номер щомісячного журналу «Культурно-освітня робота», започаткований Комітетом у справах культурно-освітніх установ УРСР. Згідно з повідомленням редакційної колегії: 
| Журнал «Культурно-освітня робота» висвітлюватиме питання теорії і практики культурно-освітньої роботи як у місті, так і на селі, узагальнюватиме кращий досвід роботи будинків культури, робітничих, колгоспних і сільських клубів, хат-читалень, червоних кутків, бібліотек, музеїв, будинків народної творчості і гуртків художньої самодіяльності, а також буде вести природничо-наукову пропаганду.[5] |
З 1953 — орган Міністерства культури УРСР. У квітні 1954 року журнал «Культурно-освітня робота» отримав назву «Соціалістична культура». З липня 1961 року згідно з наказом Міністра культури УРСР Ростислава Бабійчука уточнено профіль журналу і на його титульній сторінці визначено писати так: 
| «Соціалістична культура», орган Міністерства культури Української РСР. Щомісячний журнал методики і практики культурно-освітньої роботи. Виходить з червня 1921 року.[7] |
У серпні 1973 року було запроваджено загальну нумерацію (№ 8 1973 року був 608-м з червня 1921 року), яка зберігається в журналу досі (№ 4-6 2020 року був 1066-м).

### Українська культура

Обкладинка першого номера під назвою «Українська культура»

З січня 1991 року журнал дістав сучасну назву «Українська культура». Згодом редакцію очолив публіцист Андрій Яремчук. Новим вектором видання стали утвердження національної самосвідомості читачів, захист національних пріоритетів у культурі і мистецтві, висвітлення справжньої, а не викривленої української історії, духовності та науки. Журнал почав публікувати матеріали про раніше заборонених тоталітарним режимом видатних діячів української культури, церкви, а також діаспори. Вийшли публікації:
- про трагічну долю кінорежисера Сергія Параджанова;
- цикл статей, присвячений національній архітектурі, — Віктора Чепелика;
- про народні традиції, історію української ікони — Дмитра Степовика;
- про Запорізьку Січ — Олени Апанович;
- про рідкісні сторінки діяльності українців Санкт-Петербурга — Тетяни Лебединської;
- про духовну музику — Володимира Іванова;
- цикл статей про українського композитора Артема Веделя.

У червні 2009 року Андрія Яремчука було звільнено з посади редактора. У 2010 вийшло друком лише три номери (під керівництвом в.о. редактора Наталки Білоцерківець) і надалі вихід журналу було припинено.
Влітку 2011 року, після перерви, випуск журналу було поновлено в оновленому форматі, редакцію очолила Марія Хрущак. 1 червня 2011 року спеціальний англомовний випуск журналу представили на відкритті українського павільйону на 54-му Венеційському бієнале. Виходу українського примірника передувала промокампанія в Києві під гаслом «Українська культура. Будьмо уважні».
24 квітня 2012 року редакція журналу оприлюднила заяву про те, що після здачі в друк 1000 номера видання колектив журналу звільнився майже у повному складі. Як повідомила колишній головний редактор видання Марія Хрущак, причиною звільнення колективу стала постійна нестача фінансування.
15 травня 2012 року головним редактором журналу призначено Оксану Гайдук, 23-річну племінницю тогочасного міністра культури Михайла Кулиняка, яка раніше працювала у виданні журналісткою. Це призначення викликало широкий резонанс в українських медіа.
З липня 2014 року журнал не мав ані головного редактора, ані в.о. головного редактора. Наприкінці року його випуск було припинено. Заборговані передплатникам номери були видані лише наприкінці 2015 року після призначення генеральним директором Національного газетно-журнального видавництва Андрія Щекуна. З березня 2016 року головним редактором став кінознавець Юрій Сорока.
До кінця 2018 року засновником видання було Міністерство культури України, яке здійснювало його фінансування, а видавцем — державне підприємство «Національне газетно-журнальне видавництво».

### Реформування 2019 року
Видання Національного газетно-журнального видавництва, в тому числі і журнал «Українська культура», не були реформовані згідно Закону України «Про реформування державних і комунальних друкованих засобів масової інформації» через відмову Міністерства культури України вийти зі складу співзасновників.
14 лютого 2019 року журнал «Українська культура» отримав нове свідоцтво про державну реєстрацію № 23789-13629Р. Новим засновником газети виступило Товариство з обмеженою відповідальністю «Видавничий дім „Українська культура“», створене 28 грудня 2018 року редакціями видань Національного газетно-журнального видавництва.
24 квітня 2019 року Національна спілка журналістів України за перешкоджання реформуванню видань «Українська культура», «Музика», «Культура і життя» та «Кримська світлиця» включила Міністра культури України Євгена Нищука до антирейтингу «Ворогів реформування преси».

## Головні редактори
Головні редактори журналу з 1991 року:
- Володимир Якович Бурбан (1991)
- Андрій Андрійович Яремчук (1992—2009)
- Наталка Геннадіївна Білоцерківець (в.о., 2010)
- Марія Хрущак (2011—04.2012)
- Оксана Гайдук (05.2012—04.2014)
- Лариса Гончаренко (в.о., 05. — 06.2014)
- Юрій Сорока (2016—2018)[17]
- Валерій Верховський (т.в.о., 2019)
- Ніна Головченко (січень-квітень 2020)
- Тетяна Череп-Пероганич (з липня 2020)[18]

## Цікаві факти
- На обкладинці журналу «Соціалістична культура» № 7 за 1990 рік вперше в Україні було опубліковано фото гурту «Кому вниз».[19]
- На обкладинці журналу «Соціалістична культура» № 11 за 1990 рік вперше в Україні було опубліковано фото соліста рок-гурту «Гроно» Тараса Петриненка.[20]
- На обкладинці журналу «Українська культура» № 9 за 1991 рік вперше в Україні було опубліковано фото гурту «Воплі Відоплясова»[6][21].